# Langsdorffia malagasica
Langsdorffia malagasica là một loài thực vật có hoa trong họ Balanophoraceae. Loài này được (Fawc.) B. Hansen mô tả khoa học đầu tiên năm 1974.